# San Román de Hornija (kommunhuvudort)
San Román de Hornija är en kommunhuvudort i Spanien.   Den ligger i provinsen Provincia de Valladolid och regionen Kastilien och Leon, i den centrala delen av landet, 180 km nordväst om huvudstaden Madrid. San Román de Hornija ligger 669 meter över havet och antalet invånare är 432.
Terrängen runt San Román de Hornija är platt. Runt San Román de Hornija är det glesbefolkat, med 8 invånare per kvadratkilometer. Närmaste större samhälle är Toro, 10,4 km nordväst om San Román de Hornija. Trakten runt San Román de Hornija består till största delen av jordbruksmark.